# كيث جونز (جراح)
كيث جونز (بالإنجليزية: Keith Jones)‏ هو جراح أسترالي، ولد في 7 يوليو 1911، وتوفي في 2 مارس 2012.